# Норд-шор
Норд-шор (англ. North shore — северное морское побережье) — термин, обозначающий стиль построения специальных трасс для маунтинбайка. Произошёл от названия пригорода North Shore города Ванкувер в Британской Колумбии, Канада, прославившегося на весь мир как мекка маунтинбайкинга.
Трассы в стиле норд-шор как правило сочетают в себе как естественные препятствия (съезды с огромных валунов, перепрыгивание через расщелины), так и искусственно построенные узкие извилистые бревенчатые мостики и винтовые «лестницы», «качели» и даже «мёртвые петли». Некоторые участки таких трасс могут достигать высоты 3—7 метров над землёй.
Соревнования предполагают прохождение трасс за минимальное время.